# Tennis ai XVIII Giochi dei piccoli stati d'Europa
Le competizioni di tennis ai XVII Giochi dei piccoli stati d'Europa si sono svolte dal 28 maggio al 1º giugno 2019.

## Podi
| Evento              | Oro                                        | Argento                                | Bronzo                                        |
| Singolare maschile  | Romain Arneodo                             | Ugo Nastasi                            | Lucas Catarina                                |
| Singolare maschile  | Romain Arneodo                             | Ugo Nastasi                            | Marco De Rossi                                |
| Singolare femminile | Vladica Babić                              | Eléonora Molinaro                      | Raluca Șerban                                 |
| Singolare femminile | Vladica Babić                              | Eléonora Molinaro                      | Elaine Genovese                               |
| Doppio maschile     | Cipro Menelaos Efstathiou Eleftherios Neos | Monaco Lucas Catarina Romain Arneodo   | Liechtenstein Vital Leuch Timo Kranz          |
| Doppio maschile     | Cipro Menelaos Efstathiou Eleftherios Neos | Monaco Lucas Catarina Romain Arneodo   | Montenegro Mario Aleksić Rrezart Cungu        |
| Doppio femminile    | Cipro Eleni Louka Raluca Șerban            | Malta Francesca Curmi Elaine Genovese  | Lussemburgo Eléonora Molinaro Claudine Schaul |
| Doppio misto        | Cipro Raluca Șerban Eleftherios Neos       | Montenegro Vladica Babić Rrezart Cungu | Lussemburgo Eléonora Molinaro Ugo Nastasi     |
| Doppio misto        | Cipro Raluca Șerban Eleftherios Neos       | Montenegro Vladica Babić Rrezart Cungu | Monaco Danae Petroula Florent Diep            |